# Esporga de la vinya

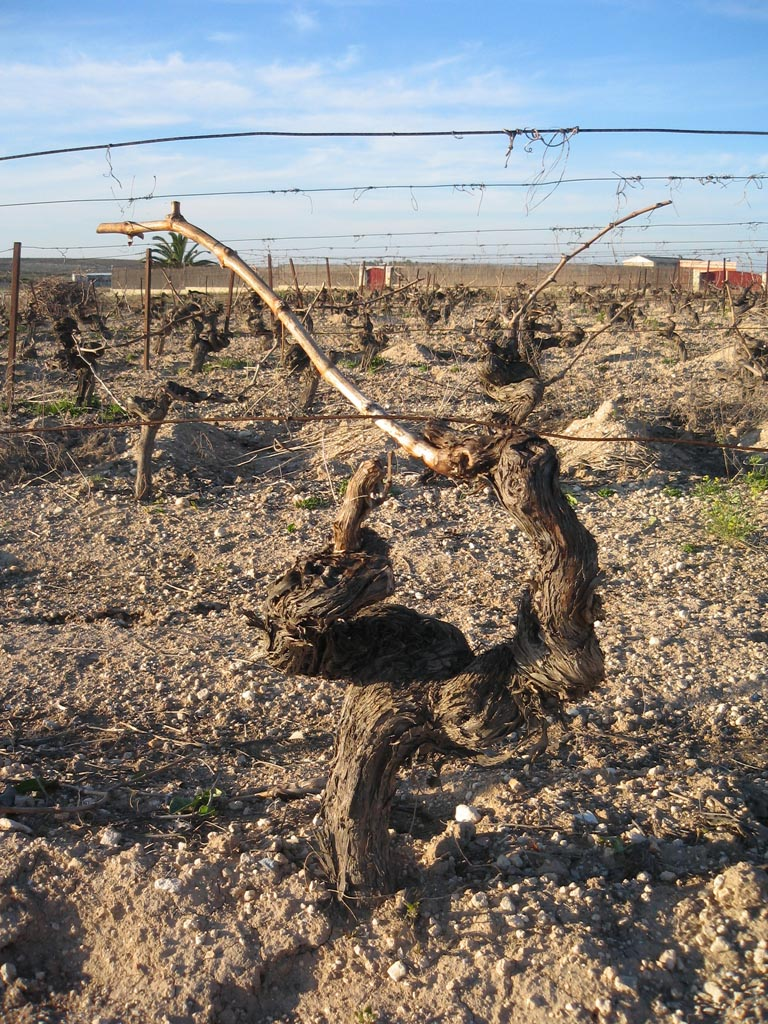
Cep una vegada esporgat

L'esporga de la vinya és una pràctica imprescindible en la viticultura que consisteix a reduir mitjançant l'esporgada la part vegetativa de la vinya amb la finalitat de limitar-ne el creixement natural i de millorar el rendiment i la qualitat del raïm. L'esporga es fa amb tisores --incloent-hi les tisores pneumàtiques-- i, tradicionalment, amb el podall.

## Objectius de l'esporgada
En estat natural, la vinya europea és una liana enfiladissa les branques de la qual, anomenades «tòries» o «sarments», si no s'esporguen, poden arribar a fer fins a 30 m de llargada. Només prosperen els borrons situats als dos extrems de la planta, perquè reben més saba, i els borrons més a prop del tronc no broten. La producció de fruit no està en relació amb un creixement frondós, ja que, si la vinya produeix molt raïm, els grans tenen una mida reduïda i maduren amb dificultat, per la qual cosa resulten de qualitat deficient. L'objectiu de l'esporgada és reduir el nombre i la llargada dels sarments perquè la planta faci menys raïm, però més gros i de més qualitat. L'esporga allarga la vida de la vinya i assegura la collita de l'any següent. També permet adaptar la mida de la planta a l'espai on es cultiva per facilitar les feines agrícoles (llaurada, tractaments fitosanitaris, verema, etc.).

### Esporga de formació
Quan la vinya és jove i acabada de plantar ("mallol"), les primeres esporgues en determinen la forma i el tipus de creixement. Les esporgues de formació s'acostumen a fer durant els tres o quatre primers anys i sempre es fan a l'hivern o a la primavera.
Bàsicament, hi ha dues formes de conduir la vinya: en vas (lliure) o emparrades (amb pals i filats). Les formes en vas es poden reconduir posteriorment a la forma emparrada; per exemple, en la forma proposada per Jules Guyot.

### Esporgues de fructificació
Una vegada la vinya ha adquirit la forma definitiva, les esporgues de fructificació serveixen per mantenir aquesta forma i per controlar-ne el creixement.
- Esporga d'hivern, es fa cada hivern després de la caiguda de la fulla i abans no torni a brotar. Serveix per eliminar els sarments de la temporada anterior i retallar la fusta de dos anys o més per afavorir la regeneració de la planta. No s'ha d'esporgar amb temperatures extremadament baixes, perquè això afavoreix malalties com l'eutipiosi.

- Esporga en verd, complementa l'esporga d'hivern i millora la qualitat del raïm. Es fa a finals de primavera. Consisteix a eliminar alguns borrons i els pàmpols.